# Urbach, Thüringen
Urbach är en kommun och ort i Landkreis Nordhausen i förbundslandet Thüringen i Tyskland.
Kommunen ingår i förvaltningsgemenskapen Heringen/Helme tillsammans med kommunerna Görsbach och Heringen/Helme.